# Urci
Urci  fue un antiguo asentamiento, originalmente íbero, en el sureste de la península ibérica, mencionado por Pomponio Mela, Plinio el Viejo y Claudio Tolomeo. Los escritos de estos historiadores indican que probablemente la ciudad de Urci estaba ubicada en la actual pedanía de El Chuche (municipio de Benahadux), cerca de la ciudad de Almería.
A esta ciudad se le ha atribuido la existencia de la ceca que acuñó moneda con la leyenda Urkesken, cuya traducción es (moneda) de los Urketanos. Sin embargo, tiene escaso sentido tal pretensión, puesto que por su evidente parecido formal con las monedas celtíberas y, en especial, con las de las cecas de Ikalesken (Iniesta) y Kelin (Caudete de las Fuentes), es más lógico atribuir esta ceca a una ciudad celtibera como Urcesa.[cita requerida]